# Greta Lee
Greta Jiehan Lee (Los Angeles, 7 marzo 1983) è un'attrice statunitense.
Dopo essere apparsa in numerose serie televisive di successo, ha ricevuto le lodi dalla critica per la sua interpretazione nel film Past Lives (2023), per il quale è stata candidata al Critics Choice Award e al Golden Globe come migliore attrice in un film drammatico. Inoltre, per il suo ruolo nella serie televisiva The Morning Show ha ricevuto due candidature agli Screen Actors Guild Awards e una al Premio Emmy come migliore attrice non protagonista in una serie drammatica.

## Biografia
Greta Lee è nata a Los Angeles il 7 marzo 1983. I suoi genitori sono immigrati coreani. Ha frequentato la Harvard-Westlake School e successivamente la Northwestern University di Evanston, per poi trasferirsi a New York per dedicarsi alla recitazione. Ha fatto il suo debutto a Broadway nel 2007 in The 25th Annual Putnam County Spelling Bee e nel 2010 è apparsa in La Bête, interpretando il ruolo di Dorine.
Dal 2013 al 2014, ha interpretato Soojin nella serie TV Girls e Heidi in High Maintenance. Inoltre ha recitato in New Girl, Inside Amy Schumer e Wayward Pines. Nel 2015, ha recitato a fianco a Tina Fey e Amy Poehler in Le sorelle perfette. Dal 2019 interpreta Maxine nella serie TV di Netflix Russian Doll. Dal 2021 interpreta Stella Bak nella serie drammatica di Apple TV+ The Morning Show. Nel 2023 ha interpretato Nora nel film di Celine Song Past Lives, per la quale è stata candidata ad un Golden Globe e ad un Critics' Choice Awards.

## Filmografia

### Attrice

#### Cinema
- Come la prima volta (Hello I Must Be Going), regia di Todd Louiso (2012)
- Il mio amico Leo (HairBrained), regia di Billy Kent (2013)
- St. Vincent, regia di Theodore Melfi (2014)
- Giovani si diventa (While We're Young), regia di Noah Baumbach (2014)
- Top Five, regia di Chris Rock (2014)
- Mr Cobbler e la bottega magica (The Cobbler), regia di Tom McCarthy (2014)
- Le sorelle perfette (Sisters), regia di Jason Moore (2015)
- Money Monster - L'altra faccia del denaro (Money Monster), regia di Jodie Foster (2016)
- Fits and Starts, regia di Laura Terruso (2017)
- Gemini, regia di Aaron Katz (2017)
- Pottersville, regia di Seth Henrikson (2017)
- In a Relationship - Amori a lungo termine (In a Relationship), regia di Sam Boyd (2018)
- Past Lives, regia di Celine Song (2023)
- Problemista, regia di Julio Torres (2023)
- Tron: Ares, regia di Joachim Rønning (2025)

#### Televisione
- Law & Order - Unità vittime speciali (Law & Order: Special Victims Unit) - serie TV, episodio 7x14 (2006)
- The Electric Company - serie TV, 2 episodi (2009)
- High Maintenance - serie TV, 2 episodi (2012-2013)
- Nurse Jackie - Terapia d'urto (Nurse Jackie) - serie TV, 3 episodi (2012-2013)
- Royal Pains - serie TV, episodio 5x09 (2013)
- Bad Management, regia di Ben Taylor - film TV (2013)
- Girls - serie TV, 4 episodi (2013-2014)
- Inside Amy Schumer - serie TV, 9 episodi (2013-2016)
- Seriously Distracted - serie TV, 7 episodi (2014)
- Old Soul, regia di David Wain - film TV (2014)
- New Girl - serie TV, 5 episodi (2014-2015)
- Above Average Presents - serie TV, 2 episodi (2014-2015)
- Good at Life, regia di Jeff Tomsic - film TV (2015)
- Wayward Pines - serie TV, 5 episodi (2015-2016)
- Change - serie TV, 20 episodi (2016-2017)
- High Maintenance - serie TV, 2 episodi (2016-2018)
- Broad City - serie TV, episodio 4x06 (2017)
- The Good Fight - serie TV, 2 episodi (2017-2018)
- The Other Two - serie TV, episodio 1x06 (2019)
- At Home with Amy Sedaris - serie TV, episodio 2x05 (2019)
- Divorce - serie TV, episodio 3x01 (2019)
- Russian Doll - serie TV, 14 episodi (2019-in corso)
- Miracle Workers - serie TV, 2 episodi (2020)
- What We Do in the Shadows - serie TV, episodio 2x08 (2020)
- The Twilight Zone - serie TV, episodio 2x10 (2020)
- The Morning Show - serie TV, 20 episodi (2021-in corso)

### Doppiatrice

#### Cinema
- Spider-Man - Un nuovo universo (Spider-Man: Into the Spider-Verse), regia di Bob Persichetti, Peter Ramsey e Rodney Rothman (2018)
- Steve - Un mostro a tutto ritmo (Rumble), regia di Hamish Grieve (2021)
- Spider-Man: Across the Spider-Verse, regia di Joaquim Dos Santos, Kemp Powers e Justin K. Thompson (2023)
- Doggy Style - Quei bravi randagi (Strays), regia di Josh Greenbaum (2023)
- L'apprendista della tigre (The Tiger's Apprentice), regia di Raman Hui (2024)

#### Televisione
- Helpsters - serie TV, episodio 2x06 (2020)
- HouseBroken - serie TV, 19 episodi (2021-in corso)
- The Second Best Hospital in the Galaxy - serie animata, 4 episodi (2024)
- Solar Opposites - serie animata, episodio 5x04 (2024)

## Doppiatrici italiane
Nelle versioni in italiano delle opere in cui ha recitato, Greta Lee è stata doppiata da:
- Eva Padoan in Law & Order: Special Victims Unit, High Maintenance, Miracle Workers
- Francesca Manicone in Russian Doll, The Morning Show
- Loretta Di Pisa in Chance
- Martina Felli in Past Lives

Da doppiatrice è sostituita da:
- Francesca Solitro in Doggy Style - Quei bravi randagi

## Riconoscimenti
- Golden Globe
  - 2024 - Candidatura alla miglior attrice in un film drammatico per Past Lives
- Critics' Choice Awards
  - 2024 - Candidatura alla miglior attrice per Past Lives
- Screen Actors Guild Award
  - 2022 - Candidatura al miglior cast in una serie drammatica per The Morning Show
  - 2024 - Candidatura al miglior cast in una serie drammatica per The Morning Show
- Premio Emmy
  - 2024  - Candidatura per la migliore attrice non protagonista in una serie drammatica per The Morning Show
- Gotham Independent Film Awards
  - 2023 - Candidatura alla miglior interpretazione protagonista per Past Lives